# استیپلتون (جورجیا)
استیپلتون، جورجیا (به انگلیسی: Stapleton, Georgia) یک شهر در ایالات متحده آمریکا با جمعیت ۳۱۸ نفر است که در جورجیا واقع شده‌است.

## موقعیت جغرافیایی
موقعیت جغرافیایی شهرها و مناطق اطراف به شرح زیر است: